# 지지 하디드
젤리나 누라 "지지" 하디드(영어: Jelena Noura "Gigi" Hadid, 1995년 4월 23일 ~)는 간단히 지지 하디드(영어: Gigi Hadid)로 잘 알려진 미국의 모델이다. 그녀는 2013년 IMG Models와 매니지먼트 계약을 했다. 2014년 11월, 하디드는 Models.com에서 TOP 50위 모델 순위로 데뷔했으며, 2014년 스포츠 일러스트레이티드에서 선정한 12명의 주목할 신예 중 한 명이었다. 2016년 영국 패션 협회에서 올해의 국제 모델로 선정되었다.

## 성장 과정
하디드는 1995년 4월 23일 미국 캘리포니아주 로스앤젤레스에서 태어나 성장했다. 아버지는 부동산 개발업자 모하메드 하디드이고 어머니는 전직 모델 욜란다 하디드이다. 모하메드는 팔레스타인인이고 욜란다는 네덜란드 태생 미국인이다. 여동생 1명과 남동생 1명이 있고, 그 중 벨라 하디드는 지지와 같이 모델이다. 그 외로 이부 언니 2명과, 이복 자매 5명이 있다. 2013년, 말리부 고등학교를 졸업했다. 고등학교 시절 발리볼 학교 대표팀 주장이었고 승마 선수였다. 졸업 후 공부와 학업을 병행하기 위해 뉴욕으로 갔다. 2013년 가을, 뉴 스쿨에 진학했다.

## 모델 경력
하디드는 게스의 폴 마르치아노에게 발탁된 후 2년부터 모델 활동을 시작했다. 베이비 게스에서 일하다가 학업에 열중하려고 잠시 모델 활동을 중단했다. 그 후 다시 모델계로 돌아와 2011년 IMG Models와 계약했다. 2012년, 마르치아노와 다시 일을 시작해, 2012년 게스 캠페인의 얼굴로 나선다. 성인이 된 후에도 게스 캠페인에 3번이나 참여했다.
2014년 2월, 데씨구엘(Desigual)의 쇼에 서면서 뉴욕 패션 위크 데뷔를 한다. 쇤(Schön!), 보그(스페인, 호주, 브라질, 네덜란드, 영국, 프랑스, 독일, 이탈리아, 중국), 틴 보그, 엘르 캐나다, 하퍼스 바자 말레이시아 등 다양한 잡지의 커버를 장식했다. 2014년, 갤로어(Galore)와 카린 로이트펠드의 "CR 패션 북" 커버를 장식했다. 2015년, "CR 패션 북"의 커버를 한 번 더 맡아, 이 책의 커버를 2번 장식한 최초의 모델이 되었다. 여동생 벨라 하디드 역시 모델이여서, 벨라와 함께 여러 곳에서 함께 모델 활동을 했다.
호주 가수 코디 심슨의 곡 "Surfboard" 뮤직비디오에서 그의 애인을 연기했다. 가수 미구엘의 곡 "Simplethings" 뮤직 비디오에서도 미구엘의 상대역으로 나왔다. 2014년 7월 15일, 배우 겸 모델 패트릭 슈워제네거와 톰 포드의 아이웨어 가을/겨울 캠페인에 참여했다. 2015년 1월, 데일리 프론트 로우에서 지지를 올해의 모델로 선정했다.
2015년 피렐리(Pirelli)사 달력에 등장했다. 2015년 1월, 메이블린의 홍보대사가 됐다. 2015년 5월부터 마크 제이콥스, 샤넬, 마이클 코스, 장 폴 고티에, 맥스 마라 등 다양한 디자이너의 런웨이 쇼에 섰다. 2015년 12월, 빅토리아 시크릿 패션쇼에 처음으로 서게 됐다. 2016년, 베르사체, 샤넬, 엘리 사브, 안나 수이, 미우 미우, 발망, 다이앤 본 퍼스텐버그, 토미 힐피거, 지암바티스타 발리 쇼에 서고 있다. 또한 베르사체, 발망, 맥스 마라, 스튜어트 와이츠만, 탑샵, 톰 포드, 시폴리의 캠페인에 출연했다. 2016년 5월, 필리핀 거점 패션 브랜드 팬샵(Penshoppe)의 새로운 얼굴이 됐다.
2016년, BMW M2 광고에 등장했다. 캘빈 해리스의 곡 "How Deep is Your Love" 뮤직 비디오에 출연했다. 밴드 DNCE의 곡 "Cake by the Ocean" 뮤직 비디오의 공동 연출을 맡았고, 제인 말리크의 곡 "Pillowtalk" 뮤직 비디오에 출연했다. 2016년 6월 19일에 열린 아이하트라디오 머치 머치 비디오 어워드에서 사회를 맡았다.

## 개인사
2013년부터 2015년 5월까지 호주 가수 코디 심슨과 교제 했다. 그녀는 이후 2015년 5월부터 11월까지 미국 가수 조 조나스와 데이트를 했다.
하디드는 2015년 후반에 영국 가수 제인 말리크과 데이트하기 시작했지만 여러 차례 헤어졌다가 재결합했다. 그들은 2017년 8월 보그 미국판 커버에 출연하여 보그 커버에 함께 등장한 세 번째 커플이 되었다. 2020년 4월, 하디드는 그녀와 말리크 사이에 임신에 대한 소문이 돌기 시작한 후 《레이트 나이트 위드 지미 팰런》과의 인터뷰에서 첫 아이를 임신하고 있음을 공식화했다. 그들의 딸은 2020년 9월에 태어났다. 가족은 하디드의 어머니와 여동생도 토지를 소유하고 있는 펜실베니아주 뉴 호프의 시골 농장에서 대부분의 시간을 보냈다.
2021년 10월, 말리크는 하디드의 어머니 욜란다에 대한 4건의 폭행 혐의에 대해 공격한 것을 단호히 부인한다고 말했다. 그 이후 말리크는 이의를 제기하지 않았다. 그는 펜실베니아 법원에서 360일의 집행 유예와 분노 관리 수업 및 가정 폭력 프로그램을 이수하라는 선고를 받았다. 말리크와 하디드는 이 사건 이후 결별한 것으로 알려졌다.